# Medicina indígena chilena
La medicina indígena chilena o tradicional es aquella que fue desarrollada por los distintos pueblos aborígenes de Chile, antes de la llegada de los conquistadores españoles a América, destacando aquella del pueblo mapuche. Se reconocen en esta medicina elementos propios de las culturas precolombinas, que desarrollaron una práctica médica basada en lo mágico-religioso.
Aunque no tuvo una gran influencia en el desarrollo de la medicina chilena, constituye un objeto de estudio recurrente.

## Historia
La medicina nació de un carácter instintivo del hombre y su reacción frente al dolor o la afección. Es en este carácter donde se fundaron las primeras manifestaciones de su práctica y su interpretación de la enfermedad como un concepto mágico-religioso, atribuido al incumplimiento de una norma, hechizo o posesión demoníaca, magia e incluso pérdida del alma.
Existía además una figura importante en este contexto prehistórico: la del hechicero o curador, quien tenía la capacidad de sanar al resto de la comunidad gracias a acciones terapéuticas inclinadas al uso de plantas medicinales basadas en la experiencia del hechicero y también gracias a la magia presente en rituales o ceremonias de curación. La actitud del sanador dependía de la gravedad del problema que podía ir desde curar hasta dejar morir.
Los pueblos precolombinos tenían los mismos elementos antes mencionados, denotando un retraso que les impidió llegar a la Edad del Bronce —aproximadamente cuatro mil años separaban a estas culturas del desarrollo europeo cuando los conquistadores españoles llegaron a América—. En este contexto, la medicina desarrollada en el actual territorio chileno se localiza antes de la llegada hispánica a América, es decir, en un estadio primitivo. Con diversidad dentro de sus propios pueblos respecto al desarrollo alcanzado, pescadores, recolectores y cazadores formaron un mosaico de formas de medicina primitiva.

## Medicina del pueblo mapuche
Antes de la llegada hispana al actual territorio chileno, el pueblo mapuche se asentaba en la zona central, desde Copiapó hasta el archipiélago de Chiloé, inclusive cruzaba la cordillera de los Andes, abarcando la zona entre San Juan y Neuquén. Dentro del pueblo mapuche, se reconocieron variantes de su lengua, lo que originó la siguiente división: los picunches al norte, los mapuches en la zona central, los huilliches al sur, los pehuenches hacia la cordillera y los ranqueles al este de la cordillera; esta distinción se basa en estudios antropológicos, puesto que los historiadores los consideran a todos como parte del pueblo mapuche con una lengua común, el mapudungun.
Se afirmaba que este pueblo habría adquirido todo su conocimiento de los incas; sin embargo, en la actualidad, se considera que tomaron solo algunos elementos, los asimilaron y perfeccionaron, puesto que su propia cultura tenía importantes niveles de desarrollo. Aunque su nivel de evolución distaba del poseído por los españoles a su llegada, fueron capaces de desarrollar una forma de vida y hábitos distintivos, incluyendo su área médica, que sorprendió tanto a los descubridores a su llegada que llevó al soldado y poeta Alonso de Ercilla a escribir su célebre poema épico La Araucana.

### Especialistas
Se ha descrito la presencia de especialistas dentro de los curanderos mapuches, reconociéndose principalmente tres tipos:
- ampive, empíricos en su quehacer, luego de realizar un diagnóstico básico, tomaban el pulso y realizaban curas simples con plantas medicinales.
- vileu, que eran metódicos y se encargaban de las infecciones que aseguraban se provocaban por insectos.
- machi, que atribuían toda enfermedad a alguna causa sobrenatural, misma naturaleza de sus tratamientos, y que actuaban cuando los dos anteriores no encontraban solución.

También había dos tipos de cirujanos:
- gutarve, encargados de curar heridas y problemas de huesos.
- kupove, descritos como patólogos debido a que abrían cuerpos buscando la localización del veneno mágico en los fallecidos.

#### El machi

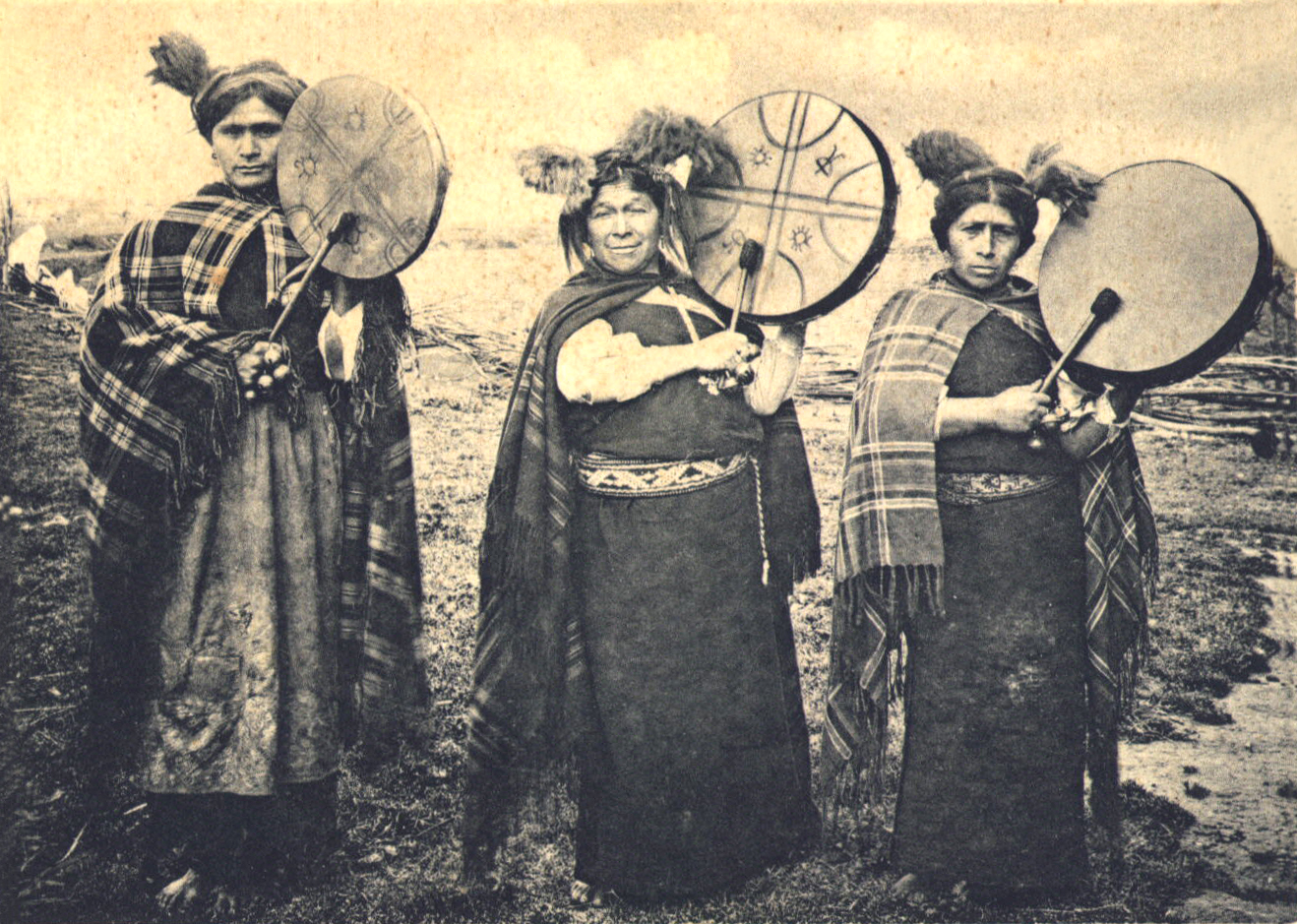
Machis, c. 1903.

La figura del hechicero con labores médicas fue lo más llamativo para los cronistas e historiadores españoles a su llegada al actual territorio chileno. Los machis eran una especie de casta y cumplían funciones médicas y sacerdotales. Se encargaban de la sanación del cuerpo y el alma, y además eran consejeros del caudillo y de los demás integrantes de la tribu —debido a su poder basado en su relación con los espíritus y sus conocimientos, aunque rudimentarios, de la medicina—. Solo dieron nombre a las partes más simples del cuerpo y no tenían conocimiento sobre la fisiología del organismo. Tenían funciones de adivinadores, procuradores de la guerra o la paz, y responsables de traer la lluvia en tiempos de sequía y de mediar con los espíritus. Eran sabios, profetas, fabricantes de amuletos, artistas y, según la instancia, declaraban sentencia ante los delitos cometidos. Eran reconocidos y respetados, considerados sagrados. En él se depositaban las tradiciones y creencias de la tribu, y era el representante de lo moral e intelectual de su pueblo, teniendo en ocasiones mayor importancia incluso que el caudillo.
Su posición privilegiada dentro de la tribu, le permitía vestir diferente, llevar una vida solitaria del resto de la comunidad, retirándose a cuevas en la cordillera, donde a su vez ejercía la labor de maestro. Enseñaba su arte a discípulos que, según autores como Claude, eran elegidos por el dios Nguenechen o Nguenemapu por sus características psicológicas o, según Martin Gusinde, elegidos por consideraciones de aptitudes innatas, puesto que no cualquiera podía ser aprendiz: Servían aquellos que eran enfermizos, aquejados de problemas gástricos, frecuentemente mareados y de vista nublada. Cuando se consideraba que su enseñanza estaba completa, se hacía una graduación pública, en una ceremonia llena de simbolismo y misticismo, donde el iniciado bebía brebajes preparados por su maestro y se realizaba el rito de simulación de intercambio de ojos y lengua entre maestro y aprendiz, también a veces se añadían sacrificios humanos.
Con respecto a su apariencia, relatos de la época los describen como demonios debido a sus vestiduras y adornos: Vestían una mantichuela, que parecía una falda india y, sobre ella, una camisa larga; llevaban  su cabello largo, al igual que sus uñas, descritas en forma de cuchara, de feas facciones, bajos en estatura y pequeños en contextura. Además, se destacaba que su vestimenta era afeminada, debido al uso de orfebrería típica, como anillos, aros, gargantillas.
Conocida es la carencia de conocimiento científico que poseían para la curación; sin embargo, sí tenían elementos terapéuticos a su disposición en su entorno más cercano, como las plantas medicinales, las fuentes de aguas minerales y el desarrollo de una cirugía básica, constituyendo un cuerpo de medicina empírica. Cuando estos recursos fallaban, se recurría a una ceremonia que también llamó la atención de los conquistadores: el machitún. Con el paso de los años, se ha visto una transición desde un papel netamente masculino hasta uno femenino, de el machi a la machi, lo que no varió fue el respeto y admiración por la figura del hechicero y de sus símbolos, como el rewe, usado en ceremonias y asuntos mágicos.

#### Machitún

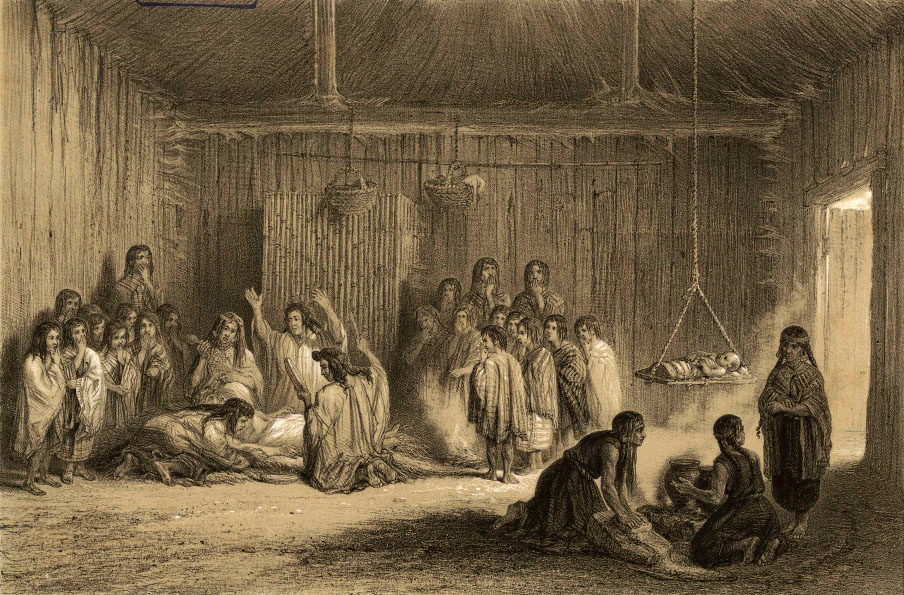
Un machitún, en Atlas de la historia física y política de Chile (1854) por Claudio Gay.

Cuando el paciente no mejoraba y se determinaba que el mal o la enfermedad era por causa sobrenatural, se recurría al machitún, la ceremonia de diagnóstico y curación. En esta ceremonia, se depositaba al enfermo en un lugar artificialmente iluminado, donde se colocaba un ramo de hojas de laurel en una esquina y una rama de canelo en el centro, y se disponía de un carnero para el sacrificio. Al ritmo de sus tambores, los presentes comenzaban a entonar una canción, el machi lanzaba tres veces humo de tabaco al enfermo, a las cantoras, al carnero y al ramo de canelo. Luego mataba al carnero, le sacaba el corazón y lo ensartaba en el ramo, entonces se acercaba al enfermo y simulaba que abría su pecho y examinaba la localización de la afección o veneno, para finalmente comenzar a cantar y danzar tocando su kultrún además de realizar gestos y contorsiones extrañas. La ceremonia acababa cuando el mal era extraído.
Debido a la imposibilidad de la extracción de algún poder maligno, se le ha otorgado a esta ceremonia un alto efecto placebo sobre el enfermo.

### Cirugía
El carácter guerrero del pueblo mapuche los llevó a poseer y desarrollar conocimientos quirúrgicos y anatómicos, utilizado por sus distintos especialistas, que se enfrentaban frecuentemente a abscesos, contusiones, envenenamientos, fracturas, heridas, inflamaciones, luxaciones y tumores externos, entre otros. Para esto empleaban lavados con infusiones y aplicaban su conocimiento sobre la herbolaria de la zona.
Además, realizaban procedimientos básicos con elementos quirúrgicos simples, como una piedra afilada para la operación de abscesos, que eran abiertos, se retiraba el pus y el área se rellenaba con hierbas molidas; también para las luxaciones se utilizaban hierbas en forma de pasta, que se aplicaba luego de inmovilizar la parte afectada; sin embargo, la práctica más frecuente era la sangría, que consistía en punciones específicas con una varilla de punta de pedernal afilado. También llevaban a cabo el katatum, que consistía en hacer mascar al enfermo hojas de miyaye y realizar una incisión en su abdomen a la altura del hígado, se retiraba un trozo de este y de vesícula biliar para que el paciente se lo comiera, y luego se cosía la herida.

### Fitoterapia
El pueblo mapuche aprovechó las plantas medicinales a su alrededor, constituyéndose en gran conocedor y dominador de la herbolaria. Este conocimiento a veces llegó de forma casual, observando el comportamiento de animales luego de comer alguna planta, o por la tradición oral transmitida entre las generaciones.
Entre las plantas medicinales más usadas, tanto por el ampive como por el machi, estaba el sagrado canelo —estudiado por Winter y que los nativos usaban para sanar afecciones intestinales, su posterior uso se aplicó a la sarna, empeines y patologías de la piel, sus hojas y su corteza fueron usadas para tratar estados reumáticos y parálisis—, las hojas del pichi fueron ocupadas para sanar patologías renales, vesicales y hepáticas, y la hualtata también se hizo conocida por el uso que los nativos le dieron.
Principales plantas medicinales y sus usos
Las siguientes son las principales plantas medicinales usadas por el pueblo mapuche:
| Planta medicinal | Uso                                          |
| ---------------- | -------------------------------------------- |
| Añpe             | contra las hemorragias y curación de úlceras |
| Chillüm          | curación de úlceras y llagas                 |
| Daldal           | picaduras de insectos y animales ponzoñosos  |
| Kulen            | para heridas de guerra                       |
| Llaküd           | purgante                                     |
| Mayu             | dolor de huesos                              |
| Notru            | cicatrizante                                 |
| Pellupellu       | purgante y vomitivo                          |
| Pirkun-lawen     | purgante intenso                             |
| Wellno           | contraveneno                                 |

## Medicina de los indígenas australes
Los primeros habitantes del actual territorio austral de Chile llegaron al continente aproximadamente hacia al final del último periodo glacial. Posteriormente, la geografía determinó la división de ellos en dos tipos de culturas diferentes en la manera de obtención del alimento: pescadores en el occidente debido a la existencia de canales donde abundaban peces y mariscos; y cazadores en el oriente debido a la presencia de animales en las estepas atlánticas. Los cambios climáticos llevaron a la merma de los animales de la zona obligando a aceptar un nuevo orden alimenticio incluyendo la pesca a su dieta. Con el paso del tiempo, se diversificaron y dividieron tanto lingüística como culturalmente en grupos que en el siglo XIX se denominaron aonikenk, kawésqar, selknam y yagán.

### Aonikenk
Del pueblo aonikenk no se tiene conocimientos de prácticas médicas.

### Kawésqar
El pueblo kawésqar era pescador nómade de los canales occidentales, caracterizado por ser de talla pequeña, tanto hombres como mujeres, que navegaba en botes fabricados con corteza para cazar lobos marinos, pájaros, pescar peces y mariscos que cocían luego en sus canoas. Su estadio de desarrollo llegó a la recolección, brindándoles lo necesario para vivir. Frente a este contexto primitivo, su desarrollo médico no se compara con el del pueblo mapuche, su medicina era meramente instintiva, basada en los cuidados brindados por la madre a sus hijos y por el uso de algunas plantas medicinales disponibles en la zona, usaron el canelo como laxante y el Senecio smithii para fines antirreumáticos.

### Selknam
El pueblo selknam era cazador, de considerable mayor estatura que los pueblos kawésqar y yagán. En lo médico, el parto realizado en el agua era de connotación purificadora para el recién nacido, recibían buenos cuidados y una larga lactancia. Había un chamán, llamado xon  o yobon, cuya preparación duraba tres años y era transmitida de padre a hijo; estos chamanes tenían como función la cura de enfermedades mediante el canto, fricciones y el uso de la magia.

### Yagán
El pueblo yagán habitaba desde la costa sur de la isla Grande de Tierra del Fuego hasta el cabo de Hornos. Su alimentación se basaba en algas, pescados, aves marinas y algunas verduras terrestres. En el ámbito médico, no se prestaba mayor atención a los partos, las madres eran ayudadas por otra mujer, se dirigían a un río y ahí parían. En cambio, se reporta la existencia de un hechicero o chamán denominado yekamus. Al igual que en el pueblo mapuche, los aprendices recibían enseñanzas, sus tratamientos se basaban en el uso de ungüentos, masajes y simulaciones de extracciones sanadoras de la enfermedad; también realizaban una ceremonia para la expulsión de espíritus de los cuerpos.